# Pidgin de Hawái
El Pidgin de Hawái era un pidgin hablado en Hawái, que atrajo la mayor parte de su vocabulario de la lengua hawaiana que podría haber sido influenciado por otras lenguas francas de la región del Pacífico como el español, el portugués y el cantonés. 

## Historia
Emergiendo en la mitad del siglo XIX, se hablaba principalmente por los inmigrantes de la época que llegaron a Hawái, y se extinguió a principios del siglo XX.
Como todas las lenguas francas, el pidgin hawaiano era un lenguaje bastante rudimentario, que se utilizó con fines comunicativos por personas que tenían orígenes lingüísticos diversos, sobre todo de Asia Oriental y Sudoriental. Como el hawaiano era la lengua principal de las islas en el siglo XIX, la mayoría de las palabras del pidgin provienen de esta lengua, pero muchas otras contribuyeron a su formación. En la década de 1890 y posteriormente, el aumento de la propagación del inglés favoreció la reconversión del pidgin hacia la adopción del nuevo vocabulario dominante basado en el inglés, que, una vez que se convirtió en la principal lengua materna de los niños, se convirtió finalmente en una lengua criolla que hoy se denomina erróneamente 'Pidgin hawaiano'.
| Pidgin de Hawái                     | Español                                    |
| Henry kokoe pau paina, wau hele no. | Después de que Henry había cenado, me fui. |